# Calcabrina

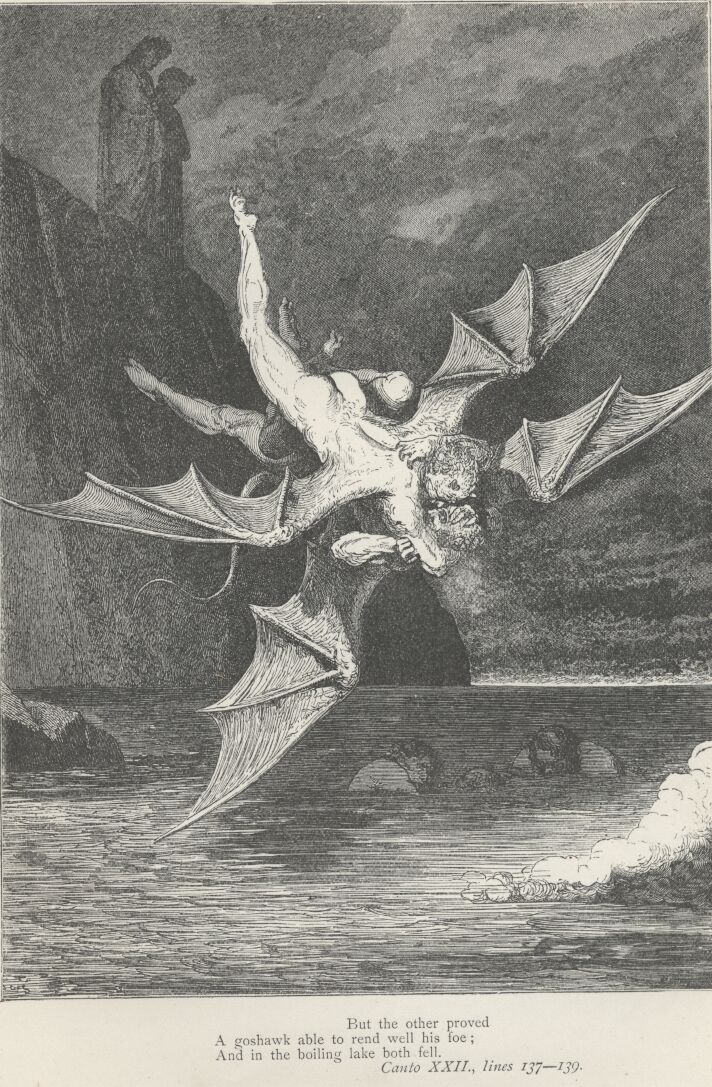
Zuffa tra Alichino e Calcabrina, illustrazione di Gustave Doré

Calcabrina è un diavolo inventato da Dante Alighieri, che lo inserisce tra I Malebranche, la diabolica truppa di demoni protagonista di un curioso episodio dell'Inferno (Canti XXI, XXII e XXIII). Essi creano con le loro grottesche figure una parentesi dallo stile tipicamente comico che è molto rara nell'opera dantesca e rappresenta una preziosissima testimonianza di come il grande poeta sapesse adattare con duttilità la sua poesia ai più svariati generi.
Il suo nome, secondo gli antichi commentatori significava qualcosa come colui che calpesta la brina, e forse Dante voleva solo alludere alla sua leggerezza. In Toscana esisteva anche una famiglia di nome Lanciabrina. È anche storicamente accertata l'esistenza di una famiglia Calcabrina (ancora presente in Italia), nota per le sue posizioni ghibelline.
Egli viene chiamato per secondo da Malacoda, il capo di questi diavoli, dopo Alichino, con il quale sembra formare una coppia di amici-nemici di diavoli volanti.
Quando un dannato, Ciampolo di Navarra, viene pescato nella pece nera della quinta bolgia, i diavoli acconsentono a liberarlo momentaneamente a patto che egli suffoli un richiamo che faccia uscire altri dannati da acchiappare: Alichino si fa da garante dell'accordo e rassicura gli altri allontanandosi come chiede Ciampolo poiché, se egli tentasse di fuggire, Alichino, con le sue ali, lo riacciufferebbe subito.
Calcabrina segue in silenzio la scena, sperando che il dannato scappi per potersi azzuffare (invaghito / che quei campasse per aver la zuffa, vv. 134-135); infatti segue Alichino nella sua rincorsa contro il fuggitivo e, quando vede che il dannato impaurito è stato più veloce a rituffarsi, si avventa su Alichino con i suoi artigli, venendo a sua volta graffiato. Così i due finiscono per rotolare nella pece bollente, che all'istante li fa separare. Questo buffo finale d'azione chiude la seconda parte dell'episodio dei diavoli, mentre al termine del Canto XXII gli altri cercano di ripescare i due che sono ormai cotti dentro da la crosta, in un paragone culinario con le carni da arrosto.